# هنشتدت (اشتاینبورگ)
هنشتدت (به آلمانی: Hennstedt) یک شهر در آلمان است که در اشتاینبورگ واقع شده‌است.
 هنشتدت  ۶۰۸ نفر جمعیت دارد.